# Calomyrmex albertisi
Calomyrmex albertisi är en myrart som först beskrevs av Carlo Emery 1887.  Calomyrmex albertisi ingår i släktet Calomyrmex och familjen myror. Inga underarter finns listade.

## Bildgalleri

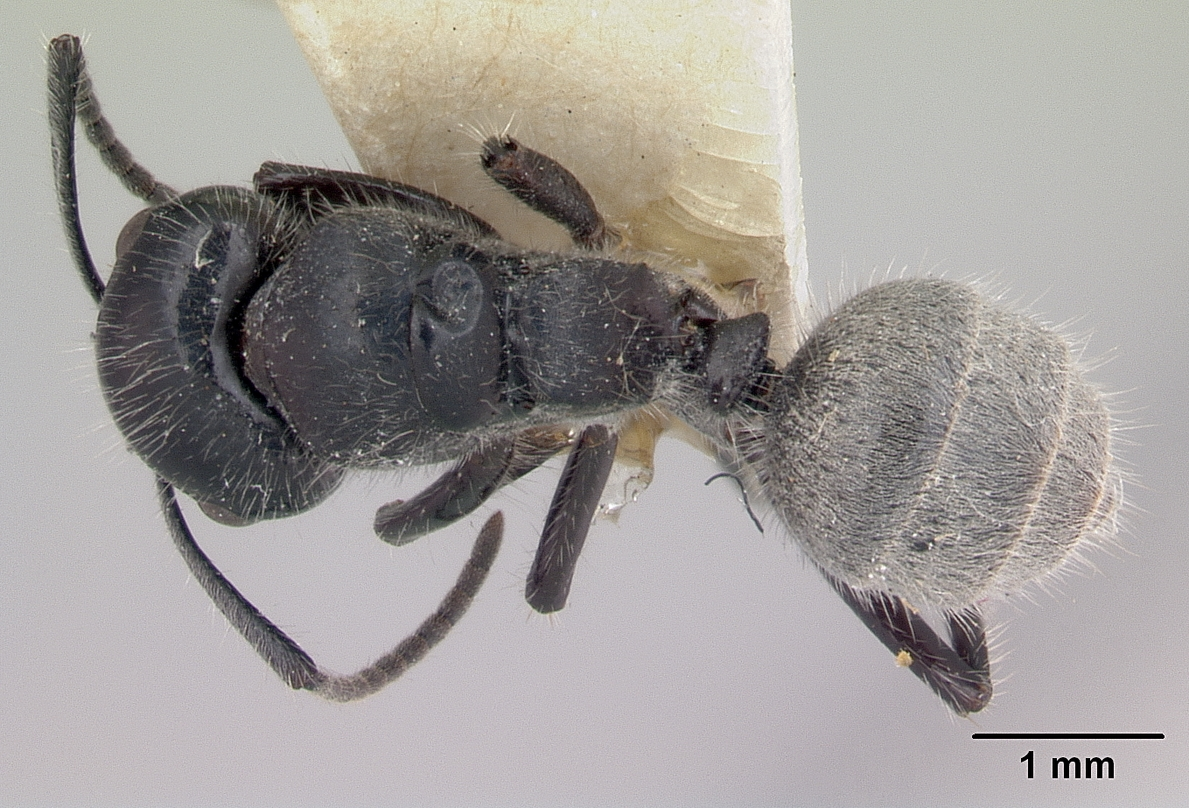
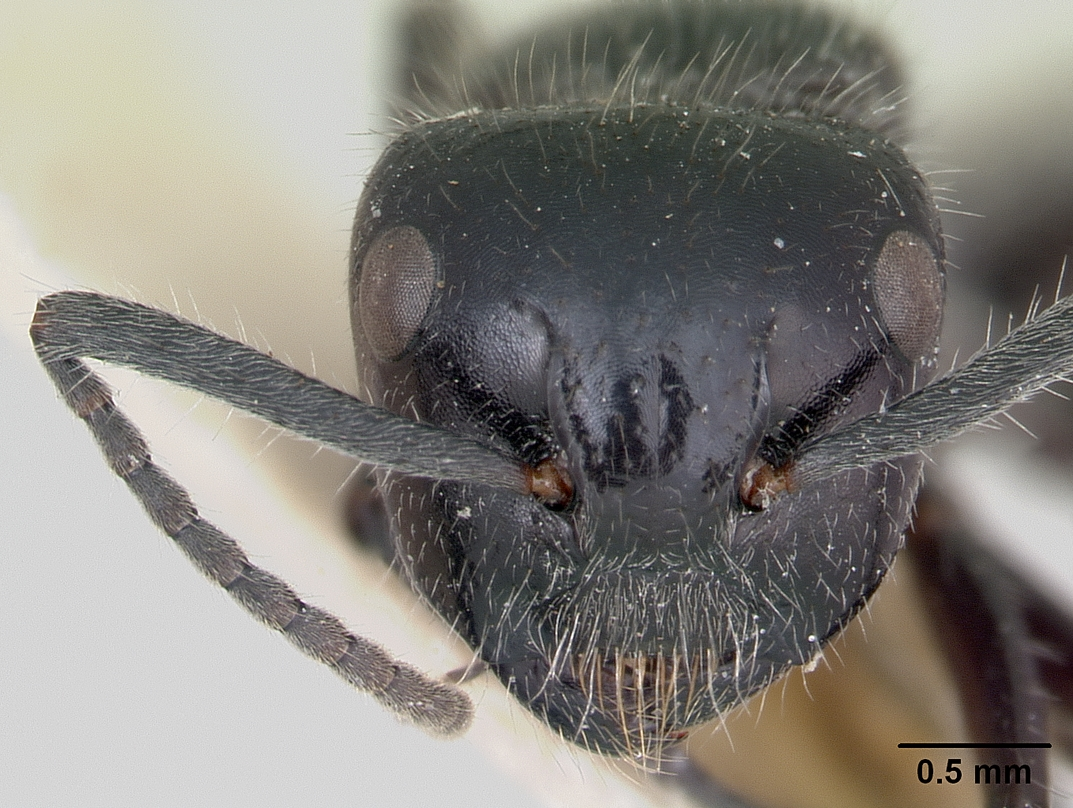
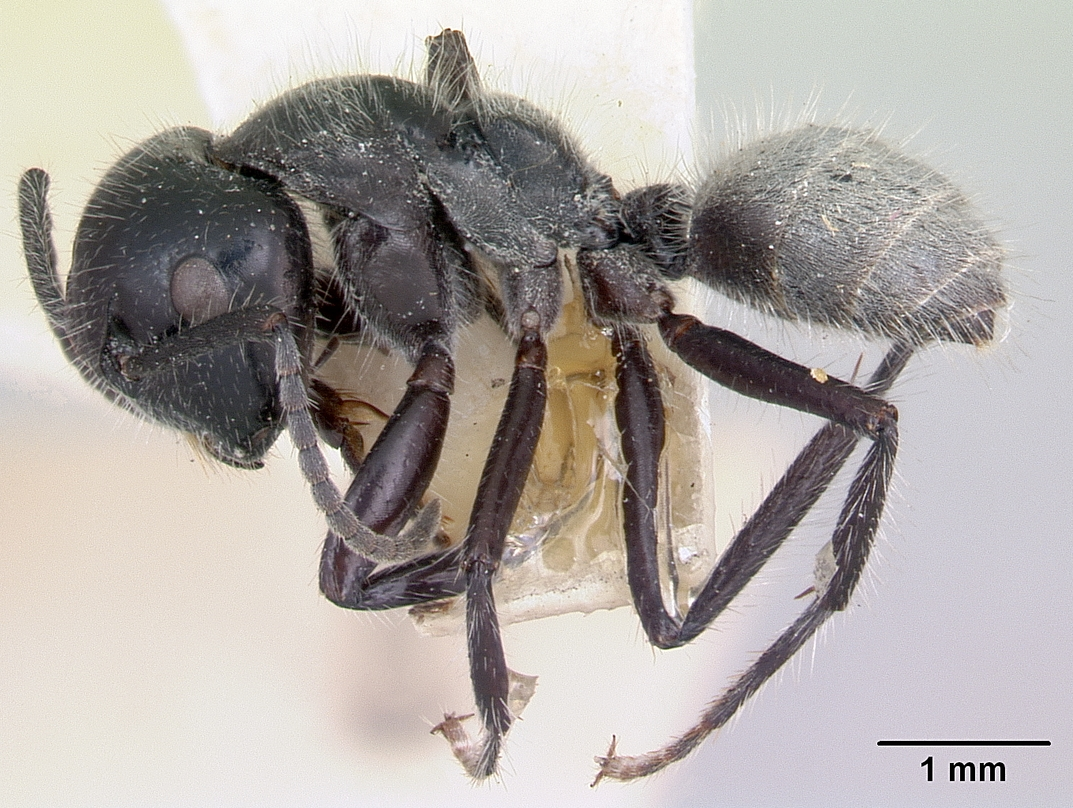
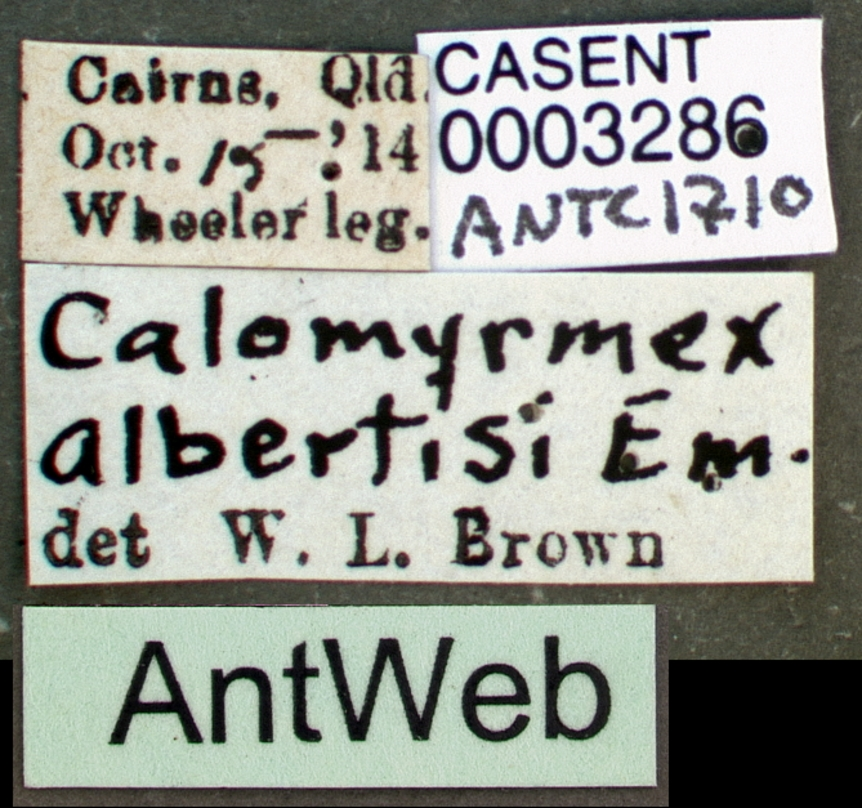